# Борки (Зобинське сільське поселення)
Борки (рос. Борки) — присілок в Бежецькому районі Тверської області Російської Федерації.
Населення становить 17 осіб. Входить до складу муніципального утворення Зобинське сільське поселення.

## Історія
Від 2005 року входить до складу муніципального утворення Зобинське сільське поселення.

## Населення
| 2008 | 2010 |
| ---- | ---- |
| 25   | ↘17  |